# ناوچه کلاس ریزال
ناوچه کلاس ریزال (به انگلیسی: Rizal-class corvette) یک کلاس از کشتی است که طول آن ۲۲۱٫۶۷ فوت (۶۷٫۵۷ متر) می‌باشد.